# Partito Ecologista "I Verdi"
Il Partito Ecologista "I Verdi" (in portoghese Partido Ecologista "Os Verdes", PEV) è un partito politico portoghese.
Il PEV è un partito ecologista di sinistra, membro dei Verdi Europei e fondatore della Federazione Europea dei Partiti Verdi.
Il PEV è stato il primo partito ecologista del paese, fondato nel 1982. È da sempre alleato con il Partito Comunista Portoghese. Con i comunisti, infatti, il PEV ha dato vita all'Alleanza del Popolo Unito (Aliança Povo Unido, APU) e poi alla Coalizione Democratica Unitaria (Coligação Democrática Unitária, CDU), della quale fa parte anche Intervenção Democrática. Il miglior risultato della CDU si è avuto nel 1987 con il 12,14% dei voti e l'elezione di 31 deputati su 250. Dalle elezioni del 1991 a quelle del 2011, la CDU ha oscillato sempre tra il 6,9 e l'8,9% dei voti ed eletto tra i 12 ed i 17 deputati su 230. I Verdi contano attualmente solo 2 deputati.